# Immaterializm
Immaterializm – nurt w filozofii (epistemologii) stwierdzający, że nie istnieje materia jako niemyśląca, niepostrzegana bezpośrednio substancja, będąca podłożem jakości zmysłowych, takich jak np. kształt, ruch, czy barwa. Według immaterializmu przedmioty, które postrzegamy istnieją realnie, są jednak tylko kombinacją jakości zmysłowych a podłożem ich istnienia nie jest materia, lecz umysł (duch). Ich istnienie polega na tym, że są postrzegane (esse = percipi), w związku z czym dla immaterialisty rzeczywistość dzieli się na dwie kategorie - umysły (duchy) poznające i poznawane przez nich idee (rzeczy). Twórcą immaterializmu jest irlandzki biskup-filozof George Berkeley.